# Dreieck Mönchengladbach-Wanlo
Dreieck Mönchengladbach-Wanlo is een knooppunt in Duitse deelstaat Noordrijn-Westfalen.
Op dit klaverturbineknooppunt ten zuiden van het stadsdeel Wanlo in Mönchengladbach in het zuiden van de stad kruist de A61 Nettetal-Dreieck Hockenheim de A46 Heinsberg-Wuppertal. Vanaf juli 2018 is de aansluiting van de A61 naar het zuiden vervallen, vanaf augustus 2018 ook de aansluiting richting het zuiden. Vanaf dan is het Dreieck Mönchengladbach-Wanlo en niet meer Kreuz Mönchengladbach-Wanlo. De A61 ten zuiden van het knooppunt is afgebroken voor de bruinkoolwinning in de dagbouwmijn Garzweiler.

## Configuratie
Knooppunt
Het Kreuz Mönchengladbach-Wanlo is een klaverturbineknooppunt. Er ligt een rangeerbaan langs de oostelijke rijbaan van de A61.  
Rijstrook
Nabij het knooppunt heeft zowel de A46 ten westen als de A61 ten noorden van het knooppunt 2x2 rijstroken, ten oosten van het knooppunt heeft de A46 2x3 rijstroken.

## Verkeersintensiteiten
Dagelijks passeren ongeveer 105.000 voertuigen het knooppunt.
| Van                   | Naar                  | Gemiddeld aantal voertuigen per dag | Percentage vrachtverkeer |
| --------------------- | --------------------- | ----------------------------------- | ------------------------ |
| AS Hardt (A 52)       | AK Mönchengladbach    | 39.800                              | 07,4 %                   |
| AK Mönchengladbach    | AS MG-Nord (A 52)     | 64.200                              | 11,5 %                   |
| AS Mackenstein (A 61) | AK Mönchengladbach    | 49.200                              | 13,6 %                   |
| AK Mönchengladbach    | AS MG-Nordpark (A 61) | 57.200                              | 14,8 %                   |

## Richtingen knooppunt
| Aansluitende wegen                      | Aansluitende wegen                     | Aansluitende wegen                       | Aansluitende wegen | Aansluitende wegen |
| --------------------------------------- | -------------------------------------- | ---------------------------------------- | ------------------ | ------------------ |
|                                         |                                        | richting Mönchengladbach / Krefeld Venlo |                    |                    |
|                                         |                                        |                                          |                    |                    |
| richting Erkelenz / Heinsberg / Sittard | richting Düsseldorf A61 Aken / Koblenz |                                          |                    |                    |
|                                         |                                        |                                          |                    |                    |
|                                         |                                        | richting Mönchengladbach-Wanlo           |                    |                    |